# Anoncus gracilicornis
Anoncus gracilicornis là một loài tò vò trong họ Ichneumonidae.